# Gosforth (Cumbria)
Pour les articles homonymes, voir Gosforth.
Gosforth est un village et une paroisse civile de Cumbria, en Angleterre. Il est situé dans l'ouest du comté, dans la région naturelle du Lake District, sur la route A595 qui relie Whitehaven à Barrow-in-Furness, à quelques kilomètres à l'est du village côtier de Seascale. Administrativement, il relève du borough de Copeland. Au recensement de 2011, il comptait 1 396 habitants.
L'église paroissiale de Gosforth, dédiée à la Vierge Marie, abrite dans son cimetière une haute croix d'origine anglo-saxonne, la croix de Gosforth.

## Étymologie
Le nom Gosforth provient des éléments vieil-anglais gōs « oies » et ford « gué ». Il est attesté au milieu du XIIe siècle sous la forme Goseford.